# Национальный исследовательский университет
Национа́льный иссле́довательский университе́т (НИУ) — категория, присваиваемая на конкурсной основе университетам России. 
Вне конкурса по указу президента России этот статус был присвоен первым двум университетам: МИФИ (Национальный исследовательский ядерный университет) и МИСиС (Национальный исследовательский технологический университет). Статус устанавливается сроком на 10 лет.

## История
Старт проекту национальных исследовательских университетов был дан 7 октября 2008 года указом Президента России «О реализации пилотного проекта по созданию национальных исследовательских университетов». В этом же указе статус вне конкурса был присвоен двум университетам: МИФИ (Национальный исследовательский ядерный университет) и МИСиС (Национальный исследовательский технологический университет).
13 июля 2009 года вышло постановление Правительства России о проведении открытого конкурса среди университетов Российской Федерации на получение статуса НИУ, и 31 июля конкурс был официально объявлен. Было подано 110 заявок, из которых сначала были определены 28 финалистов, из которых путём голосования членов конкурсной комиссии 17 октября были определены 12 выигравших университетов, получивших статус.
5 февраля 2010 года издан приказ о проведении второго конкурса. На этот конкурс было принято 128 заявок, из которых в финал было отобрано 32. После обсуждения и голосования конкурсной комиссии 26 апреля 2010 года статус НИУ получили ещё 15 университетов, соответствующий список был утверждён правительством 20 мая 2010 года.

## Конкурс
Целью конкурса являлся отбор университетов, которые могли бы не только организовать эффективный процесс обучения, но и провести его интеграцию с научными исследованиями, проводимыми в том же университете.
Конкурс проводится Правительством и министерством образования и науки Российской Федерации. Для того, чтобы университет получил статус национального исследовательского, он должен удовлетворять определённым требованиям. По словам конкурсной комиссии, во время конкурсного отбора во внимание принимались такие факторы, как современное состояние и динамика развития университета, его кадровый потенциал, инфраструктура образовательного процесса и научных исследований, эффективность образовательной и научно-инновационной деятельности, свидетельства международного и национального признания, качество, обоснованность и ожидаемая результативность представленной программы.

## Лишение статуса
Предполагается, что университеты должны регулярно отчитываться о реализации программы национального исследовательского университета. В случае, если ход исполнения программы будет признан неэффективным, статус может быть отозван.

## Список
- Национальный исследовательский технологический университет «МИСиС»
- Национальный исследовательский ядерный университет «МИФИ»
- Белгородский государственный национальный исследовательский университет
- Национальный исследовательский университет «Высшая школа экономики»
- Иркутский национальный исследовательский технический университет
- Казанский национальный исследовательский технический университет имени А. Н. Туполева
- Казанский национальный исследовательский технологический университет
- Мордовский государственный университет имени Н. П. Огарёва
- Московский авиационный институт
- Национальный исследовательский университет «Московский институт электронной техники»
- Московский государственный строительный университет
- Московский государственный технический университет имени Н. Э. Баумана
- Московский физико-технический институт
- Национальный исследовательский университет «МЭИ»
- Нижегородский государственный университет имени Н. И. Лобачевского
- Новосибирский национальный исследовательский государственный университет
- Пермский национальный исследовательский политехнический университет
- Пермский государственный национальный исследовательский университет
- Российский национальный исследовательский медицинский университет имени Н. И. Пирогова
- Российский государственный университет нефти и газа имени И. М. Губкина
- Самарский национальный исследовательский университет имени академика С. П. Королёва
- Санкт-Петербургский горный университет
- Санкт-Петербургский политехнический университет Петра Великого
- Национальный исследовательский университет ИТМО
- Санкт-Петербургский национальный исследовательский Академический университет имени Ж. И. Алфёрова РАН
- Саратовский государственный университет имени Н. Г. Чернышевского
- Томский политехнический университет
- Томский государственный университет
- Южно-Уральский государственный университет